# Lody na patyku
Lody na patyku (oryg. Eskimo Limon) – izraelska komedia młodzieżowa z 1978 roku w reżyserii Bo’aza Dawidsona. Pierwszy film z serii liczącej kilka części. Zdjęcia kręcono w Tel Awiwie.
Film był wielkim przebojem nie tylko w Izraelu (gdzie zobaczyło go 40% mieszkańców kraju), ale też w Niemczech czy Japonii. Obraz startował w konkursie głównym na 28. MFF w Berlinie. Otrzymał nominację do Złotego Globu za najlepszy film nieanglojęzyczny i był oficjalnym izraelskim kandydatem do Oscara dla najlepszego filmu nieanglojęzycznego, ale ostatecznie nie zdobył nominacji.

## Obsada
- Jiftach Kacur – Benny (Benji)
- Cachi Noj – Johnny (Huey)
- Jonatan Segal – Bobby (Momo)
- Anat Atzmon – Nili
- Dvora Kedar – matka Benny’ego
- Menashe Warshavsky – ojciec Benny’ego
- Ophelia Shtruhl – Stella
- Rachel Steiner – Marta

## Ścieżka dźwiękowa
W filmie wykorzystano następujące utwory:
- Rock around The Clock – wyk. Bill Haley
- Shake Rattle and Roll – wyk. Bill Haley
- At the hop – wyk. Dany and the Juniors
- Diana – wyk. Paul Anka
- Puppy Love – wyk. Paul Anka
- You Are My Destiny – wyk. Paul Anka
- Chantilly Lace – wyk. Big Bopper
- Tutti Frutti – wyk. Little Richard
- Long Tall Sally – Little Richard
- Mr. Lonely – wyk. Bobby Vinton
- Lollipop – wyk. The Chordettes
- Hey! Baby – wyk. Bruce Channel
- To Know Him Is To Love Him – Jo Moss
- Green Fields – wyk. The Brothers Four
- Put Your Head on My Shoulder – wyk. Paul Anka
- Sealed with a Kiss – wyk. Brian Hyland
- Seven Little Girls – wyk. Paul Evans & The Curls
- My little One – wyk. Frankie Layne
- Hey Paula – wyk. Paul Anka
- Volare – wyk. Domenico Modugno
- F.B.I. – wyk. The Shadows
- Witch Doctor – wyk. John Morris
- Come Prima – wyk. Marino Marini
- Ciao, ciao bambina – wyk. Domenico Modugno
- Que Sera, Sera (Whatever Will Be, Will Be) – Rosemary Squires